# Всемогущий текст-процессор
«Всемогущий текст-процессор» (англ. Word Processor of the Gods) — рассказ американского писателя Стивена Кинга в жанре гуманитарной фантастики, впервые опубликованный в журнале Playboy за январь 1983 года под названием «Текстовый процессор». Позднее, в 1985 году с изменённым наименованием произведение вошло в авторский сборник «Команда скелетов». Сюжетная линия повествует о писателе Ричарде Хагстроме, к которому после гибели племянника попадает текст-процессор, способный изменять реальность.
Основа истории пришла Кингу после покупки текст-процессора — в 1980-е годы так называли примитивные по современным меркам компьютеры, предназначенные для набора и печати текстов. Идея машины, создающей и уничтожающей материальные предметы, появилась у писателя, испытывающего симптомы  отравления, как способ избавления от дурного самочувствия. Ряд литературных критиков благосклонно восприняли произведение, похвалив главного персонажа и оптимистичный финал. Другие рецензенты считали, что писатель не воспринимает написанное всерьёз, а счастливое окончание обладает определенной степенью двусмысленности. Рассказ был экранизирован как один из эпизодов телесериала «Сказки с тёмной стороны».

## Сюжет
Ричард Хагстром (англ. Richard Hagstrom) не любил своих жену Лину и сына Сета, они давно стали ему чужими и хотели от него только денег. У Ричарда был старший брат Роджер, который в молодости отбил у Ричарда девушку Белинду, женился на ней, но не ценил ни её, ни сына Джона — умного и талантливого паренька. К несчастью для Ричарда, они недавно погибли в автокатастрофе, за рулём был пьяный Роджер. После смерти Джона выяснилось, что он готовил своему дяде на день рождения подарок — самодельный текст-процессор.
Ричард перевозит компьютер к себе и обнаруживает, что он обладает необычным свойством. Набранные на нём утверждения становятся реальностью, а набранные и удалённые — бесследно из реальности исчезают. Сначала Хагстром создаёт таким образом некоторое количество золотых монет. Затем он «вычёркивает» своего сына Сета. Выйдя из комнаты, Ричард обнаруживает полное отсутствие каких-либо следов его существования. Наконец он избавляется этим способом от жены Лины, и воскрешает погибшего племянника Джона и его мать Белинду, но уже как своих жену и сына. После этого компьютер сгорает от перегрузки.

## Создание
Стивен Кинг не считал рассказ лучшим из написанных им произведений — он не мог претендовать на литературные премии, но в то же время писатель называл его забавным. На написание ушло две недели. Несколько раз готовый текст редактировался. Однажды Кинг приобрёл массивный текст-процессор «Уэнг» (Wang). Ранее с компьютерами автор не работал и не знал всех его функций. Особенно ему понравились клавиши Delete (с англ. — «Убрать») и  Insert (с англ. — «Вставить»), позволяющие «забыть о зачёркивании и вставках на полях». После покупки Кинг сильно отравился. Помимо рвоты и поноса, болезнь сопровождалась ознобом, высокой температурой, распуханием суставов, болями в желудке и спине. В ту ночь Стивен ночевал в спальне для гостей. Проспав с девяти часов вечера до двух ночи, писатель проснулся и больше не мог уснуть. Он не вставал из-за слабости и думал об очаровавших его клавишах.
В голову ему пришла следующая идея: «А ведь будет забавно, если кто-то печатает предложение, потом нажимает клавишу «Убрать», и то, о чем шла речь в предложении, исчезает из жизни?». В ходе дальнейших размышлений в голове у автора постепенно сложился рассказ. Первоначально главного героя он называл просто «Мистер Икс». Герой убирал картины, висящие на стене, кресла в гостиной, Нью-Йорк, идею войны. После писатель счёл, что неплохо бы и что-то вставить с помощью другой клавиши. Размышляя о новом произведении Стивен пытался избавиться от дурного самочувствия.
Следующей пришла мысль: а не дать ли ему стерву жену, которую он сможет убрать и заменить хорошей женщиной? С тем я и заснул, а наутро проснулся в полном здравии. Отравления как не бывало, а вот идея осталась. Этот рассказ я написал, хотя вы увидите, что получился он не таким, как я представлял себе ночью. Ну да это обычное дело<…> История помогла мне заснуть, когда я думал, что мне это не удастся. Я помог истории обрести вещественную форму, к которой она стремилась. Остальное — побочные эффекты.
Один из приятелей Кинга, которого он условно называл Уайатт (англ. Wyatt), спрашивал его, зачем он занимается написанием рассказов, учитывая, что романы проносят большую прибыль. На что Кинг возразил, что за «Всемогущий текст-процессор», напечатанный в журнале Playboy, он получил две тысячи долларов. На это Уайатт ответил, что Кинг не получал таких денег. В ходе дальнейшего разговора он упомянул, что десять процентов от суммы причиталось литературному агенту, менеджеру — пять процентов, ещё пятьдесят ушло в федеральный налог в доход государства и десять процентов — региональный налог штата Мэн. В итоге от этой суммы у писателя осталось семьсот шестьдесят девять долларов и пятьдесят центов. Приятель писателя заявил, что за неделю работы сантехник получает больше, поэтому написание рассказов — пустая трата времени.
После собеседник поинтересовался, осталось ли у писателя пиво, на что тот ответил отрицательно. Кинг намеревался отослать Уайатту экземпляр сборника «Команда скелетов», в который попал рассказ, с сопроводительной запиской следующего содержания: «Я не собираюсь говорить тебе, Уайатт, сколько мне заплатили за этот сборник рассказов, но одно все-таки скажу, Уайатт, – за рассказ «Всемогущий текст-процессор» я получил уже 2300 долларов, чистыми, не считая тех 769 долларов и 50 центов, над которыми ты так смеялся в моем доме у озера. Подпишусь я Стивчик и добавлю: „P.S: Пиво в холодильнике было, и я выпил его после твоего отъезда“. Пусть знает». В «Текст-процессоре» фигурирует десять персонажей. Первая публикация произведения состоялась в январе 1983 года под названием «The Word Processor». В СССР рассказ был опубликован в журнале «Знание — сила» № 8—9 за 1987 год в переводе Александра Корженевского. В разных переводах его называли «Текст-процессор», «Компьютер богов», «Волшебный подарок», «Компьютер». Существует мнение, что рассказ повлиял на игру студии Remedy Entertainment Alan Wake, герой которой, писатель, также может изменять реальность своими произведениями.

## Критика
Рассказ, как переводное произведение, был номинирован на литературную премию Великое кольцо за 1987 год. Журналист Вадим Эрлихман писал, что главный герой рассказа, как и во многих других произведениях Кинга, в том числе и «Баллады о гибкой пуле», входящий в тот же сборник, — писатель. Эрлихман отметил необычное для автора счастливое окончание «Текст-процессора». Само произведение символизирует мистическое отношение Кинга к компьютеру. «„Компьютер богов“ возвращает нас к баснословным временам, когда компьютер был всего лишь продвинутой пишущей машинкой, стоил при этом не меньше трёх тысяч долларов и назывался „текстовым процессором“». Мэтью Г. Киршенбаум, адъюнкт-профессор английского языка в Университете штата Мэриленд, считал рассказ, вероятно, самой ранним произведением о текстовом редакторе, написанным выдающимся англоязычным автором. По его мнению, метафора о писателях, привыкших играть в Бога, внезапно стала буквальной. Доун Херрон причислял рассказ к числу лучших в сборнике, наряду с «Короткой дорогой миссис Тодд» и «Протокой», обладающих нежным тоном и подающим практичные, но не оригинальные советы от хорошего человека.

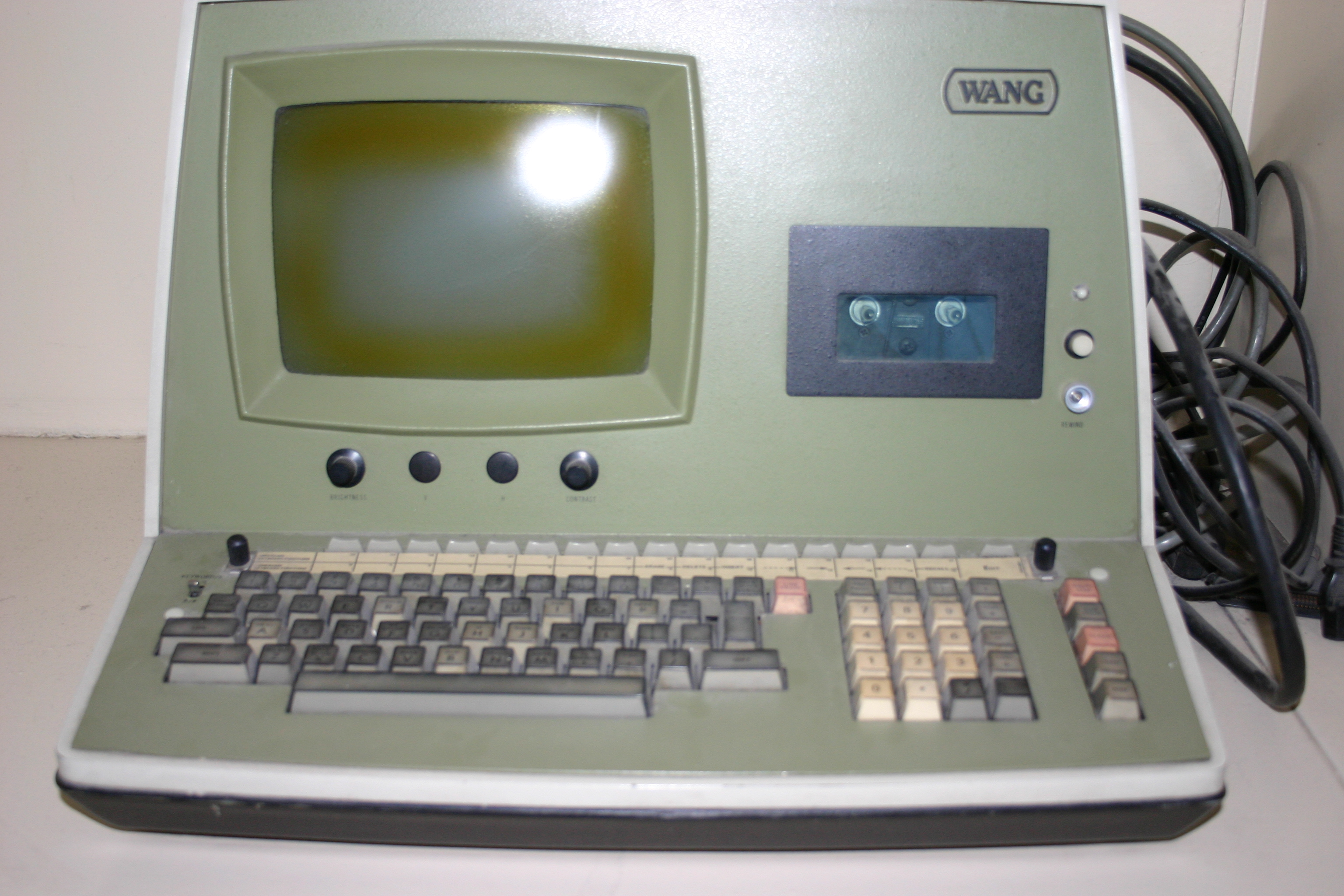
Текст-процессор марки «Уэнг» 2200

Михаэль Коллингз поддерживал эти мысли — ему понравились как оптимистичный финал, так и любопытный, чуткий центральный персонаж, окруженный нелюбимой женой, разочаровывающим сыном и воспоминаниями об истинной любви, украденной старшим братом. Ричард Хагстром сохраняет справедливость в несправедливом мире, создаёт порядок из хаоса, любовь из ненависти и равнодушия. История предстаёт перед читателем в гораздо более облегчённом виде, чем «Протока» или массивный роман, но тон повествования связывает оба рассказа. Ричард обнаруживает власть, способную сделать его жизнь такой, какой он хочет её видеть. Рассказ восстанавливает чувство гармонии и равновесия между человечеством и машинами. Другая крайность машин-монстров подробно описана в романе «Кристина». Джордж Бим сравнивал текст-процессор с импровизированным джинном из лампы.
Кристофер Леман-Хаут, обозреватель The New York Times критиковал рассказ, считая, что в нём мало смысла и Кинг не воспринимает историю всерьез, чего не ждешь от мастера жанра. «Как насчёт текстового процессора, который удаляет реальные вещи, а не просто слова и предложения? <…> Читатель вправе спросить после прочтения: ну и что?». Джонатан Дэвис писал, что «Всемогущий текст-процессор» изображает людей как жертв техногенного механизма производства. Главный герой, созидающий и разрушающий реальность нажатием кнопки, меняет ход своей жизни, уничтожая свою жену и сына, меняя толстуху на худышку и племянника. Скотт Довайк подчеркивал, что в эпоху Рейгана компьютер размером с рояль предназначался исключительно для обработки текста. Называя произведение обновлённой версией «Обезьяньей лапки», он не считал концовку счастливой — в конце концов главный герой стирает из жизни двух надоедливых, но в целом невинных человеческих существ.

## Экранизация
Рассказ был экранизирован как восьмой эпизод первого сезона телесериала «Сказки с тёмной стороны», вышедший 25 ноября 1984 года. Главную роль Ричарда исполнил Брюс Дэвисон. Автором сценария выступил Майкл Макдауэлл, занимавшийся тремя другими эпизодами сериала, а режиссёром — Майкл Горник, ранее работавший оператором-постановщиком на съёмках «Калейдоскопа ужасов». В своё время сериал не был выпущен на видеокассетах, что помешало некоторым исследователям творчества писателя ознакомиться с этим эпизодом. Коллингз отмечал, что рассказ легко поддавался адаптации, как из-за небольшого количества актёров, так и минимума спецэффектов.
Джон Кеннет Мур находил общие черты с серией «Наблюдение за кометой» (англ. Comet Watch). В обоих фильмах жёны выступают как препятствие на пути к человеческому счастью. Жена из «Текст-процессора» является одним из самых оскорбительных персонажей телевизионных ужасов. Она толстая, чавкающая и носит платье, напоминающее палатку. Лина представляет собой карикатуру, стереотипный кошмар каждого человека. Тони Мэджистрейл считал, что текстовый процессор всё же обладает определенной степенью двусмысленности, ведь эгоистичная свобода Хэгстрома происходит за счёт смертного приговора жене и ребёнку, которым придётся томиться в преисподней киберпространства. Несмотря на то, что оба — неприятные люди, наказание выглядит слишком суровым. Злокачественная энергия, испускаемая процессором далека от божественной и скорее противоположна ей.